# Paraugaptiloides magnus
Paraugaptiloides magnus är en kräftdjursart som först beskrevs av Edward Bradford 1974.  Paraugaptiloides magnus ingår i släktet Paraugaptiloides och familjen Arietellidae. Inga underarter finns listade i Catalogue of Life.